# Ӕ (cirillico)
La Ӕ, minuscolo ӕ è una lettera dell'alfabeto cirillico ed è una legatura tra А ed Е. Viene usata solo nella versione cirillica modificata per la lingua osseta dove rappresenta la vocale anteriore quasi aperta non arrotondata /æ/. 
I codici Unicode sono per il maiuscolo U+04D4 e per il minuscolo U+04D5.

## Traslitterazione
Anche se la lettera dell'alfabeto latino che corrisponde direttamente a questa lettera è Æ, viene traslitterata generalmente con ă, dall'alfabeto rumeno.